# ستيفن دان (موسيقي)
ستيفن دان هو موسيقي كندي، ولد في 27 ديسمبر 1953 في برنابي في كندا.

## وصلات خارجية
- ستيفن دان على موقع ميوزك برينز (الإنجليزية)
- ستيفن دان على موقع أول ميوزيك (الإنجليزية)
- ستيفن دان على موقع ديسكوغز (الإنجليزية)